# Virginia Tacci
Virginia Tacci (1566 o 1567 – ...) è stata una fantina italiana.
Fu la prima donna a correre come fantina a Siena quando il 15 agosto 1581 partecipò al Palio alla lunga per la Contrada del Drago. Non si trattava del Palio di Siena "alla tonda" corso in Piazza del Campo, ma un palio corso in linea su un percorso che andava da fuori le mura della città sino al Duomo.

## Biografia
Virginia Tacci, che era una villanella, corse il Palio indetto dalla Contrada dell'Aquila all'età di 15 anni. A quella carriera presero parte sette Contrade (oltre al Drago erano presenti: Onda, Torre, Giraffa, Valdimontone, Oca e Lupa). La Tacci arrivò terza (vinse l'Onda); tuttavia quel Palio non è considerato ufficiale poiché corso "alla lunga", e non è pertanto presente nell'Albo delle vittorie del Palio di Siena. In ogni caso quel Palio è rimasto particolarmente celebre nella storia senese per via della presenza della giovane fantina. Nella tradizione popolare Virginia Tacci divenne infatti un esempio di gloria per le donne senesi dell'epoca. Si dovette comunque attendere il 16 agosto 1957 per l'esordio della prima donna nel Palio di Siena moderno quando Rosanna Bonelli corse per l'Aquila.